# しまんりょ小路

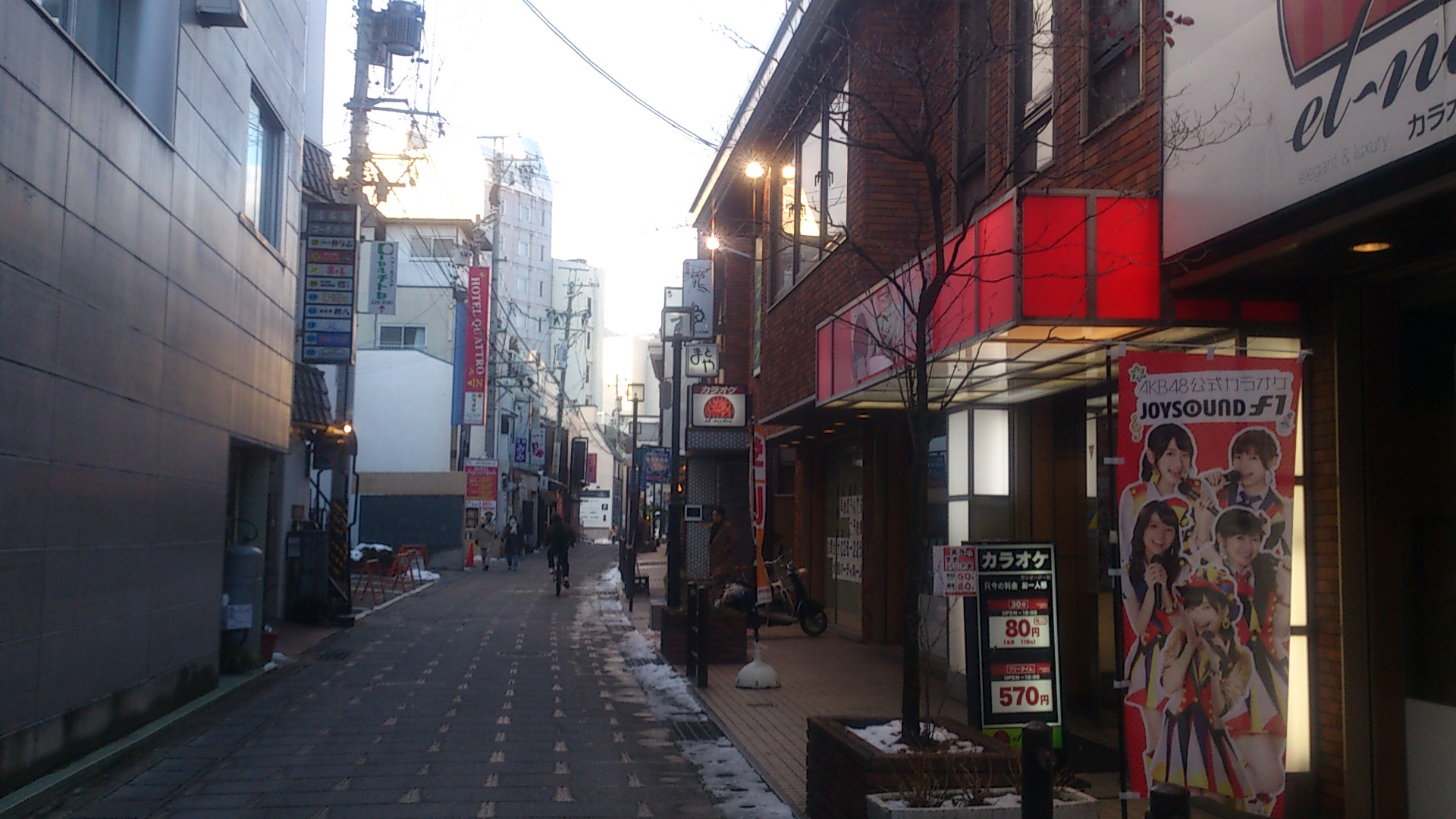
しまんりょ小路の南口（長野市南千歳町）

しまんりょ小路（しまんりょこうじ）は、長野市街地のほぼ中央部・問御所町で中央通り（善光寺表参道）からわかれて、南千歳町に至る約200mほどの小路。全線が長野市道長野西175号線である。

## 概要

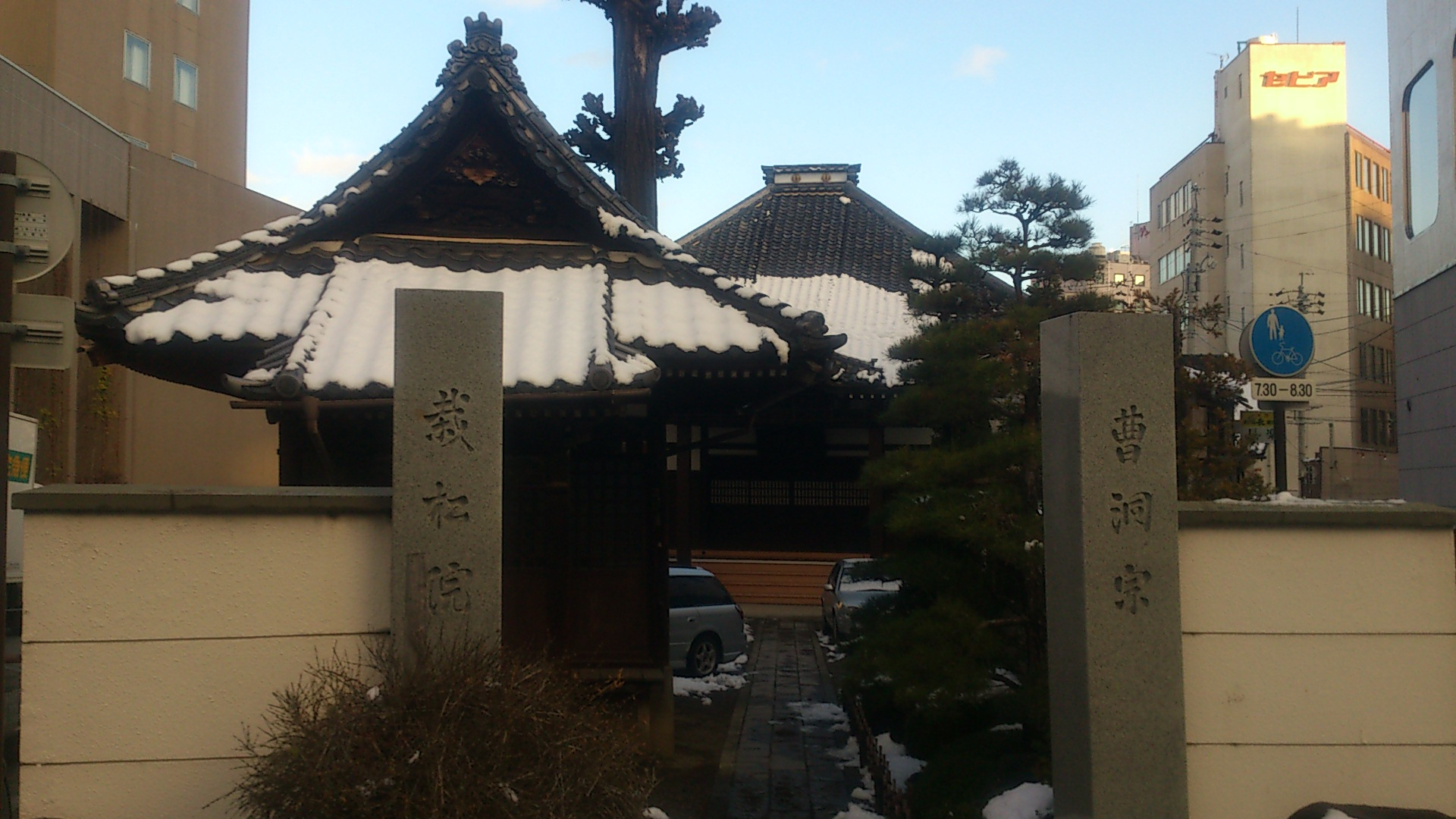
「しまんりょ」の由来となった黄梅山裁松院（長野市問御所町）。写真右側がしまんりょ小路

小路の名は、中央通りからわかれるところに位置する黄梅山裁松院に由来する。現在鬼無里方面から東へ流れ、長野県庁付近で南に折れている裾花川であるが、慶長年間に瀬替えが行なわれるまではそのまま東流して現在の長野市街地を乱流していた。この乱流の中州にあったのが裁松院であり、「島の寮」と呼ばれたことから転訛して「しまんりょ」となった。裁松院の北側の流れは南八幡川として、南側の流れは社堰として暗渠ながら現存しており、特に社堰は一部しまんりょ小路の下を流れている。
往時は栗田と善光寺とを結ぶ栗田街道の一部であったが、明治時代の信越本線・錦町通りの開通や昭和40〜50年代の長野駅周辺第一土地区画整理事業により、錦町通り以南は分断されている。
なお、長野市は全国唯一の門前町県庁所在地であり、また大きな戦災・大火にも遭わなかったことから、画一的な町割りが為されてこなかった。このため、市街地内に毛細血管のような小路・水路が多く現存しており、長野市と長野工業高等専門学校が2004年（平成16年）に行った「長野地区中心市街地の活性化に関する基礎調査」でも小路・水路を活かしたまちづくりが提唱されている。また、2008年（平成20年）には全国路地サミットの会場となった。

## 沿道
長野駅善光寺口から300mほどのところに位置しており、また周辺は千歳町・錦町といった繁華街に囲まれている。
しまんりょ小路の沿道も、特に南寄り（錦町通り寄り）において小規模な飲食店が密集している。特に小路の東側には駐車場・駐輪場と一体となった「平和ぽえむ街」が形成されており、徒歩以外でのアクセスも比較的容易である。1987年（昭和62年）に開業したこの平和ぽえむ街の地下には、当時一世を風靡したディスコ・マハラジャ長野店があり、大いに賑わった。北に向かうにつれて、西に並走する中央通りが近づいてくるため、中央通り沿いの雑居ビルの裏口に面することになるしまんりょ小路から見える店舗は減っていく。小路の名の由来となった裁松院が右手に見えてくると、もんぜんぷら座・ホテルJALシティ長野の前で中央通り（善光寺表参道）に交わり終点となる。
全線が石畳風のインターロッキング舗装となっており、朝のみ歩行者専用道路となっている。

## 交差する通り
- 南千歳町交差点（南千歳町）
  - 錦町通り（長野県道34号長野菅平線）
  - 千歳町通り
- 問御所町
  - 中央通り（善光寺表参道）